# 软毛刺铠虾
软毛刺铠虾（学名：Munida pubescens）一种于西太平洋雅浦海沟附近的海山发现的十足目鎧甲蝦類，隶属于刺铠虾科刺铠虾属。本种是中国科学院海洋研究所（IOCAS）利用“发现”号rov深海机器人（水下缆控潜水器）所发现。